# Crab Orchard (Nebraska)
Crab Orchard es una villa ubicada en el condado de Johnson en el estado estadounidense de Nebraska. En el Censo de 2010 tenía una población de 38 habitantes y una densidad poblacional de 92,28 personas por km².

## Geografía
Crab Orchard se encuentra ubicada en las coordenadas 40°20′5″N 96°25′21″O / 40.33472, -96.42250. Según la Oficina del Censo de los Estados Unidos, Crab Orchard tiene una superficie total de 0.41 km², de la cual 0.41 km² corresponden a tierra firme y (0%) 0 km² es agua.

## Demografía
Según el censo de 2010, había 38 personas residiendo en Crab Orchard. La densidad de población era de 92,28 hab./km². De los 38 habitantes, Crab Orchard estaba compuesto por el 100% blancos, el 0% eran afroamericanos, el 0% eran amerindios, el 0% eran asiáticos, el 0% eran isleños del Pacífico, el 0% eran de otras razas y el 0% pertenecían a dos o más razas. Del total de la población el 0% eran hispanos o latinos de cualquier raza.